# 奧克里奇 (密蘇里州)
奧克里奇（英語：Oak Ridge）是位於美國密蘇里州開普吉拉多縣的村。

## 人口
根據2020年美國人口普查的數據，奧克里奇的面積為1.53平方千米，皆為陸地。當地共有人口237人，而人口密度為每平方千米155人。